# Vrisnik
Vrisnik est un village croate situé au centre de l'île de Hvar, dans la municipalité de Jelsa.

Située sur les pentes d'une colline au sommet de laquelle se trouve l'église paroissiale de Sv. Ante (Saint Antoine en français), bordée d'une rangée de cyprès du XVIIe siècle. Vrisnik doit son nom à un type d'herbes aromatiques qui pousse sur l'île.